# Regiunea Kantō
Regiunea Kantō este situată pe insula japoneză Honshū și cuprinde prefecturile Gunma, Tochigi, Ibaraki, Saitama, Tokio, Chiba și Kanagawa.

## Subdiviziuni

### Nord și Sud
Cel mai folosit mod de a subdivide această regiune este înpărțirea ei în Kantō de Nord (北関東 Kita-Kantō), regiune formată din prefecturile Tochigi, Ibaraki și Gunma, și Kantō de Sud (南関東 Minami-Kantō), regiune formată din prefecturile Saitama, Chiba, Tokio (uneori considerată zonă diferită de cea de nord și cea de sud) și Kanagawa.

### Est și Vest
Acest mod este folosit mai rar, Kantō-ul de Est (東関東 Higashi-Kantō) fiind format din prefecturile Ibaraki, Tochigi și Chiba, iar  Kantō-ul de Vest (西関東 Nishi-Kantō) din prefecturile  Gunma, Saitama, Tokyo și Kanagawa.